# Малышевка (Запорожская область)
Малышевка (укр. Малишівка) — село,
Солнечновский сельский совет,
Запорожский район,
Запорожская область,
Украина.
Код КОАТУУ — 2322188803. Население по переписи 2001 года составляло 264 человека.

## Географическое положение
Село Малышевка находится на расстоянии в 2,5 км от сёл Лукашёво и Днепрельстан.
По селу протекает пересыхающий ручей с запрудой.
Рядом проходит автомобильная дорога Н-08.
В 2-х км от села расположен аэродром Широкое (бывшая база Запорожского авиационного центра).

## История
- Основано как немецкая колония Нейенбург до 1886 года.
- 1928 год — официальная дата основания.